# Esmeraldina Carvalho Cunha
Esmeraldina Carvalho Cunha (Araci, 1 de abril de 1923 - Salvador, 20 de outubro de 1972) foi uma dona de casa e após a morte de sua filha mais nova, presa e torturada pelos militares durante a época da ditadura no Brasil, iniciou uma luta para denunciar a violência e as atrocidades que aconteciam com quem discordava e se colocava como opositor ao regime militar.
Tanto a Comissão Nacional da Verdade (CNV), quanto a Comissão Especial sobre Mortos e Desaparecidos Políticos (CEMDP) confirmam em seus relatórios que a morte de Esmeraldina Carvalho ocorreu como uma forma de repressão do governo em consequência de suas ações públicas e denúncias contrárias aos interesses do regime militar. Apesar de constar em sua ficha de óbito que a causa morte seria suicídio, a CNV afirma que a real causa seria a perseguição e uma ação perpetrada por agentes do Estado Brasileiros. Dessa forma, as investigações sobre o caso continuam para assim identificar e responsabilizar os agentes envolvidos.

## Biografia
Esmeraldina Carvalho nasceu no município de Araci, no interior do estado da Bahia. Era filha de Cândido de Sena Cunha e Minervina Carvalho Cunha, tendo se casado com Tibúrcio Alves Cunha Filho, com quem teve cinco filhas. A mais nova delas, Nilda Carvalho Cunha, fazia parte da organização política Movimento Revolucionário 8 de Outubro (MR-8) e foi presa em sua casa por agentes do Exército na madrugada do dia 20 de agosto, em um cerco realizado no local para prender Iara Iavelberg. A prisão motivou Esmeraldina Carvalho, que já estava divorciada do marido, a sair à procura por toda a Bahia do seu paradeiro, pois até então a família ainda não sabia o que havia acontecido. Desta forma, ela procurou os comandantes militares, o juiz de menores, advogados, procurando romper a incomunicabilidade imposta pelo regime.
Ao finalmente encontrar Nilda na Base Aérea de Salvador, era visível para Esmeraldina os sinais de tortura e violência no corpo da filha. Durante dois meses, Esmeraldina enfrentou os militares e bateu de frente com o major Nilton de Albuquerque Cerqueira, um dos carcereiros de sua filha e comandante do Destacamento de Operações de Informações - Centro de Operações de Defesa Interna (DOI-CODI) de Salvador, o qual tentou impor como condição para a soltura de Nilda que a mãe voltasse a viver com o ex-marido, fato que não se concretizou e quase impediu a liberdade da filha. A outra condição foi colocada quando o major esteve no quarto de hospital em que Nilda, já em liberdade, estava internada para tratamento. Sua presença e as ameaças de fazê-la retornar à prisão agravaram o estado de Nilda, que morreu dias depois, em circunstâncias nunca esclarecidas. A morte no dia 14 de novembro de 1971 de Nilda Carvalho, fez com que a mãe saísse ainda mais em defesa dos perseguidos e desaparecidos políticos na época. Mesmo sendo internada no sanatório Ana Nery, Esmeraldina não desistiu de denunciar a morte de sua filha. Assim que deixou o sanatório, ela procurou os médicos do hospital onde a filha Nilda ficou internada, entretanto, não encontrou ninguém que pudesse esclarecer as causas relacionadas com a morte de sua filha. Esmeraldina Carvalho andava pelas ruas de Salvador denunciando a violência e as atrocidades feitas pelo Exército, em especial o caso da filha Nilda. Em uma dessas andanças, foi presa na Secretaria de Segurança Pública, de onde foi liberada pela intervenção de uma amiga que a viu ser levada pela polícia.
Uma das filhas, Lúcia, também chegou a ser presa, mas foi solta logo. Outra filha, Leônia, foi militante do PCB (Partido Comunista Brasileiro) e da Polop (Organização Revolucionária Marxista Política Operária). A filha mais velha, Lourdes, acabou também sendo afetada pelas ações do regime militar, sofrendo cruelmente por muito tempo assédio por parte dos agentes do Exército, o que lhe causou sérios problemas emocionais e comportamentais.

## Morte
Esmeraldina Carvalho foi encontrada morta aos 49 anos no dia 20 de outubro de 1972 na sala de estar de sua residência. O seu corpo foi encontrado pela filha Lubéria e seu noivo pendurado por um fio de máquina elétrica. Apesar de na época a ficha de óbito constar que a causa da morte foi suicídio, a filha Leônia, estranhou que ao entrar na sua casa logo após o ocorrido, manchas de sangue estavam espalhadas pelo chão da sala. Outro indícios de que não havia sido suicídio era a ausência de marcas do fio no pescoço de sua mãe, o fato do rosto dela não estar arroxeado, a carótida não estava deslocada e tampouco a sua língua estava para fora.
Segundo o relatório e as investigações da Comissão Nacional da Verdade, concluiu-se que a morte de Esmeraldina aconteceu em decorrência do sistema de repressão e violência à oposição instaurado no Brasil durante o regime militar.
O corpo de Esmeraldina foi enterrado pela família no Cemitério Quinta dos Lázaros, em Salvador.

### Investigação
Em decisão de 2 de junho de 2006, a Comissão Especial sobre Mortos e Desaparecidos Políticos (CEMDP) reconheceu a responsabilidade do Estado brasileiro pela morte de Esmeraldina Carvalho Cunha. Seu nome consta no Dossiê ditadura: mortos e desaparecidos políticos no Brasil (1964-1985), organizado pela Comissão de Familiares de Mortos e Desaparecidos Políticos.

## Homenagens
A história de Esmeraldina Carvalho Cunha e de sua filha Nilda Carvalho Cunha constam no livro Direito à Memória e à Verdade lançado em 2007. O livro é um relatório final de 11 anos de trabalho da Comissão Especial sobre os Mortos e Desaparecidos, criada pelo presidente Fernando Henrique Cardoso e organizado por Paulo Vannuchi, secretário de Direitos Humanos da Presidência. O livro é a primeira versão oficial do Estado brasileiro sobre os mortos e desaparecidos da ditadura militar instaurada em 1964. Segundo as contas da Comissão, teriam sido exatamente 356 as vítimas da ditadura.
O caso de Esmeraldina e da filha também está no livro Luta, substantivo feminino: mulheres torturadas, desaparecidas e mortas na resistência à ditadura publicado no ano de 2010. A obra reúne as histórias de 45 mulheres assassinadas e desaparecidas por agentes da ditadura militar no Brasil (1964-1985), cujos casos foram julgados pela Comissão Especial sobre Mortos e Desaparecidos Políticos.

## Ligações Externas
- Relatório Comissão Nacional da Verdade - Volume 3 - Mortos e Desaparecidos Políticos